# Мюррей, Брюс (планетолог)
Брюс Мюррей (англ. Bruce Churchill Murray; 30 ноября 1931, Нью-Йорк — 29 августа 2013, Ошенсайд) — американский планетолог. Известен как директор Лаборатории реактивного движения и сооснователь Планетарного общества.

## Биография
Получил степень доктора по геологии в Массачусетском технологическом институте в 1955 году. В 1960 году начал работать в Калифорнийском технологическом институте.
С 1 апреля 1976 года по 30 июня 1982 года директор Лаборатории реактивного движения (JPL).
В 1980 году вместе с Карлом Саганом и Луисом Фридманом основал Планетарное общество.
В 1997 году отмечен Carl Sagan Memorial Award Американского общества астронавтики (первый удостоенный).
Скончался в своём доме в Ошенсайде от осложнений, вызванных болезнью Альцгеймера.
В честь него назван астероид (4957) Брюсмюррей.